# 小野泰博
小野 泰博（おの たいはく、1927年 - 1990年6月4日）は、日本の宗教学者、図書館学者。
京都府与謝郡加悦町（現・与謝野町）の浄土宗の寺に生まれる。東京大学文学部宗教学科卒業。同大学院博士課程満期退学。東京大学医学部研究生として精神医学を学ぶ。図書館短期大学助教授、図書館情報大学教授。

## 著書
- 『「救い」の構造 信仰治療史序章』耕土社 1977 doi:10.11501/12609805
- 『日本図書館学講座 第10巻　図書および図書館史』雄山閣出版 1978
- 『図書館学の源泉 小野泰博図書館学論文集』小野泰博先生図書館学論文集刊行会 1991
- 『谷口雅春とその時代』東京堂出版 1995／法蔵館文庫 2025.3。島薗進 解説

### 共編著
- 『現代図書館学講座 1 図書館通論』共著 東京書籍 1983
- 『日本宗教事典』弘文堂 1985 doi:10.11501/12261536、縮刷版1994
下出積與、奈良康明、鈴木範久、薗田稔、尾藤正英、藤井正雄、宮家準、宮田登共編
  - 『日本宗教ポケット辞典』弘文堂 1986 doi:10.11501/12216443。上記の簡略普及版

### 翻訳
- ロロ・メイ『不安の人間学』誠信書房 1963
- カーター, ボング『蔵書の構成』日本図書館協会 1964
- The Voice of America 編『精神のコントロール』佐々木雄司共訳 誠信書房 1966
- P.E.ジョンソン『我と汝 その心理学的考察』誠信書房 1967
- ロロ・メイ『失われし自我をもとめて』誠信書房 1970
- ウィルヘルム・ライヒ『セクシュアル・レボリューション 文化革命における性』藤沢敏雄共訳 現代思潮社 1970
- ロロ・メイ『愛と意志』誠信書房 1972
- 『宇宙・生命・エゴ :ライヒは語る』M.ヒギンス, チェスター・M.ラファール編 現代思潮社 1972
- ロバート・J.リフトン『終りなき現代史の課題 死と不死のシンボル体験』吉松和哉共訳 誠信書房 1974 人間科学叢書
- E.D.ジョンソン『西欧の図書館史』帝国地方行政学会 1974
- ジョセフィン・A.ドラン『看護・医療の歴史』内尾貞子共訳 誠信書房 1978
- ロバート・J.リフトン『思想改造の心理 中国における洗脳の研究』誠信書房 1979 人間科学叢書
- 『わが内なる暴力 ロロ・メイ著作集3』誠信書房 1980
- 『創造への勇気 ロロ・メイ著作集4』誠信書房 1981
- フィリップ・H.ラインランダー『未知なる人間への旅』星川啓慈共訳 ヨルダン社 1985

## 参考
- 『谷口雅春とその時代』(ISBN 4-490-20252-0)の島薗進による解説